# Rohingya (volk)
De Rohingya of Ruáingga is een etnische groep die hoofdzakelijk in Myanmar leeft. De meerderheid belijdt de soennitische vorm van islam en heeft Rohingya, een dialect van het Bengali, als moedertaal. De bevolking bedraagt wereldwijd tussen de 1,4 en 3 miljoen mensen. In Myanmar zijn zij feitelijk staatsburgerschapsloos.

## Herkomst
Er bestaan twee theorieën over de herkomst van de Rohingya:
1. Het is een autochtone bevolking van de Birmese staat Rakhine.
2. Het is een migrantengroep die oorspronkelijk in de omgeving van Bangladesh leefde en tijdens de Britse overheersing naar Myanmar is gemigreerd.

Hoogstwaarschijnlijk speelden echter beide fenomenen: deze groep woont al meerdere eeuwen in Myanmar - hoeveel is nog onduidelijk - maar tegelijk zijn er goed gedocumenteerde gegevens bekend over omvangrijke migratie van Rohingya onder het Britse bestuur vanuit de islamitische Bengaalse groepen in Indië naar Myanmar.
De Birmese overheid heeft de voorkeur voor de tweede theorie en ziet de Rohingya als ongewenste vreemdelingen die niet horen bij de minderheden van Myanmar en ook niet tot de volkeren die in Myanmar leven.
Volgens de Verenigde Naties zijn de Rohingya een van de meest vervolgde minderheden ter wereld. Door het racistisch en religieus geweld tegen dit volk zijn in de loop der tijd honderdduizenden gevlucht naar Bangladesh en andere nabijgelegen landen. De junta van Myanmar heeft meerdere malen twee minderheden (Rohingya en Chinezen) in Myanmar vervolgd door hetzes tegen deze volkeren te voeren.

## 1942
Tijdens de Tweede Wereldoorlog in Azië moest het Britse leger zich terugtrekken uit een deel van Myanmar door de invasie van het Japanse leger. Hierop ontstond in Rakhine een machtsvacuüm. Er ontstonden grote ruzies tussen de boeddhisten en islamitische Rohingya. Ook ontstond er geweld tussen Birmezen die voor en tegen de onafhankelijkheid waren.
Op 28 maart 1942 werden ongeveer vijfduizend moslims in de dorpen Minbya en Mrohaung vermoord door anti-Britse onafhankelijkheidsstrijders van de staat Rakhine. Onder hen bevonden zich ook Karense onafhankelijkheidsstrijders. De Rohingya vermoordden hierop in het noorden van de staat Rakhine twintigduizend Arakanse mensen.
Toen de Japanners de controle hadden over Rakhine werden vele oorlogmisdaden begaan. Duizenden Rohingya werden door hen verkracht, vermoord en/of gemarteld. Volgens schattingen zijn toen 22.000 Rohingya gevlucht naar het huidige Bangladesh om het geweld te ontvluchten. Later vluchtten nog 40.000 Rohingya naar het toenmalige buurland.

## Afscheidingsbeweging
In de jaren vijftig tot zestig bestond er een beperkt gewapend conflict tussen het Burmese leger en Rohingya-opstandelingen, die door hun bewoonde gebieden wilden samenvoegen met Oost-Pakistan (nu Bangladesh). Deze opstand werd door het Burmese leger neergeslagen. In de jaren tachtig begon een nieuw conflict, deze keer door islamistisch gemotiveerde opstandelingen van zowel Pakistaanse als Rohingya-afkomst. Het Myanmarese leger lanceerde als antwoord operatie King Dragon, waardoor de eerste grote Rohingya-vluchtelingenstroom richting Bangladesh op gang kwam.

## 2012
In de zomer van 2012 barstte de spanning tussen de islamitische Rohingya en boeddhisten in de Birmese staat Rakhine los. Aantijgingen en beschuldigingen zorgden voor een nieuwe golf van geweld tegen de moslims. Hele moslimwijken werden in brand gestoken, winkels van moslims werden geplunderd en ongeveer 90.000 Rohingya vluchtten naar elders. De Birmese overheidsfunctionarissen deden niets tegen dit wraakzuchtige geweld en liet de volkswoede haar gang gaan.
Als reactie op het geweld tegen Rohingya werden in Indonesië felle protesten gehouden door orthodoxe moslims. Hierbij gingen verschillende boeddhistische tempels van zowel autochtone Indonesiërs, als Chinese Indonesiërs in vlammen op.

## 2016-2018
In 2013 werd door de in Saoedi Arabië opgeleide moslimextremist Ata Ullah en enkele andere Rohingya de islamistische groep Harakah al-Yaqin opgericht. In de jaren tot 2016 hield deze groep zich voornamelijk bezig met het op gewelddadige wijze dwingen van andere Rohingya tot moskeebezoek en het trainen van militanten over de grens in Bangladesh. In oktober en november 2016 pleegde de groep meerdere overvallen op Myanmarese politieposten en grensposten. Het Myanmarese leger sloeg hard terug.
Op 25 augustus 2017 laaiden de onlusten weer op waarna honderdduizenden Rohingya wederom naar Bangladesh vluchtten. Volgens Amnesty International was er sprake van planmatige etnische zuiveringen. Ook onderzoekers van het United States Holocaust Memorial Museum, de Aziatische tak van de mensenrechtenorganisatie Fortify Rights en Human Rights Watch gaven aan dat er sprake was van etnische zuiveringen door het leger van Myanmar na met slachtoffers, getuigen en hulpverleners te hebben gesproken. Volgens hen was er sprake van enorme aantallen meisjes en vrouwen die zijn verkracht, mannen van wie de keel is doorgesneden en slachtoffers die levend zijn verbrand.
In 2016-2017 was er een toename van alarmerende berichten dat de Myanmarese militairen zich met veel geweld exclusief op de Rohingya te richten, een etnische groep, in verband waarmee ook steeds vaker de term genocide viel.
Het aantal vluchtelingen uit Myanmar naar Bangladesh, van augustus 2017 tot begin 2018, werd geschat op 688.000. De Bengaalse immigratiediensten registreerden in totaal 1,04 miljoen nieuwe aankomsten.
Van de westerse landen was Israël in 2017 het enige dat zich niet aan het wapenembargo hield tegen Myanmar. Ondanks de verschrikkingen gingen wapenleveranties gewoon door.
In een rapport van 27 augustus 2018 beschuldigde de Verenigde Naties de legerleiding van Myanmar van genocide, seksueel geweld en misdaden tegen de menselijkheid. De sociaalnetwerksite Facebook liet daarop weten per direct tientallen accounts en pagina's van militairen te hebben verwijderd.

## 2019

### Zaak Internationaal Gerechtshof (ICJ)
Op 11 november 2019 maakte de Afrikaanse staat Gambia via het consulaat te Amsterdam een zaak aanhangig bij het Internationaal Gerechtshof (International Court of Justice, ICJ) te Den Haag tegen Myanmar wegens het beweerd schenden van de Genocide Convention (Convention on the Prevention and Punishment of the Crime of Genocide) middels het optreden tegen de Rohingya . De aanklacht zou door 57 staten worden gesteund.
Op 23 januari 2020 besliste het Hof dat de Rohingya wel degelijk het gevaar lopen slachtoffer te worden van een genocide. Daarom moet Myanmar noodmaatregelen treffen om dit te voorkomen, mogelijke bewijsstukken voor misdaden veiligstellen, en tussentijds verslag uitbrengen bij het Hof. Een opmerkelijk vonnis, omdat het Hof zich keert tegen een regering, in plaats van geschillen tussen staten te beslechten. Over de gepleegde misdaden viel nog geen uitspraak, dit kan nog jaren duren. 
Aung San Suu Kyi, de facto leider van Myanmar, ontkende niet dat er mogelijk oorlogsmisdaden zijn gepleegd tegen Rohingya-moslims, maar weigerde dit een genocide te noemen. Verhalen van mensenrechtenorganisaties, VN-onderzoekers en vluchtelingen deed ze af als “onvoldoende onderbouwd”. Ze kreeg daarvoor internationale kritiek: er gingen zelfs stemmen op om haar de Nobelprijs te ontnemen. 
Het vonnis van het hof is juridisch bindend, maar het Hof heeft geen machtsmiddelen om de uitvoering af te dwingen. Toch is het van grote betekenis, omdat de Rohingya voor het eerst juridische genoegdoening krijgen.

### Onderzoek Internationaal Strafhof (ICC)
Eveneens in november 2019 besloot het Internationaal Strafhof (International Criminal Court, ICC)  in Den Haag een onderzoek in te stellen naar strafbare feiten.